# Феррони, Джорджо
Джо́рджо Ферро́ни — итальянский кинорежиссёр, сценарист, актёр (снялся в двух фильмах) и продюсер (продюсировал один фильм). Феррони снял множество фильмов в таких жанрах как: кинокомедия, драма, экшн и пеплум. Под псевдонимом Келвин Джексон Педжет снимал и выпускал свои фильмы в англоговорящих фильмах.

## Карьера в кино
Дебютом Феррони в кино, а также в качестве режиссёра, стал фильм 1936 года Помпеи. Первым его фильмом ужасов, а их всего было два, стал фильм 1960 года Мельница каменных женщин. Фильм был выдержан в жанре готического хоррора и повествовал о любви между артистом, обучающемся в консерватории, и дочерью одного из преподавателей данного учебного заведения. Дочь живёт вместе с отцом в старой ветряной мельнице, где происходят убийства молодых девушек с целью переливания их крови дочери дабы предотвратить действие таинственной наследственной болезни. В 1972 году выходит фильм Ночь дьяволов, который, по сути, является ремейком эпизода Вурдалак из фильма Три лика ужаса режиссёра Марио Бава. Сюжетно фильм близок к указанному эпизоду, разве что действие происходит в 70-х годах XX века.

## Фильмография
- 1936 — Помпеи / Pompei
- 1960 — Мельница каменных женщин / Il Mulino delle Donne di Pietra
- 1961 — Троянская война / La Guerra di Troia
- 1969 — Битва за Эль-Аламейн / La battaglia di El Alamein
- 1971 — Лук Робина Гуда / L'arciere di fuoco
- 1972 — Ночь дьяволов / La Notte dei Diavoli